# Billy Miller
Billy Miller é um jogador profissional de futebol americano estadunidense que foi campeão da temporada de 2009 da National Football League jogando pelo New Orleans Saints.
Miller foi dispensado pelos Saints em 10 de setembro de 2008, mas voltou a assinar contrato com o time em 16 de setembro. Ele teve 45 recepções para 579 jardas para 2008-2009. Mas antes do início da temporada de 2009, Miller estourou seu tendão de Aquiles em um jogo de exibição contra o Miami Dolphins, encerrando sua carreira de jogador de futebol.